# ابن الضياء
أبو البقاء بهاء الدين محمد بن أحمد بن الضياء محمد القرشي العمري المكي الحنفي المعروف بابن الضياء  .(789 - 854 هـ / 1387 - 1450م) فقيه وقاضي ومؤرخ حنفي، صاغاني الأصل، ولد وتوفي بمكة وولي قضاءها.

## سيرته
ولد ابن الضياء ليلة الأحد خامس عشري المحرم سنة 789 هـ بمكة ونشأ بها، وحفظ القرآن وبعض المتون العلمية، وحضر على الشيوخ وسمع منهم بمكة، ودخل القاهرة، وأخذ عن علمائها، وحصل على إجازات، ودرَّس وأفتى، وناب في القضاء بمكة عن والده، ثم استقل به بعد وفاة أبيه، وأضيف إليه أيضًا نظر الحرم والحسبة بمكة، ودرَّس بالمسجد الحرام، وبعض مدارس مكة، وتولى النظر على بعض الأوقاف بمكة.

## كتبه
- شرح مجمع البحرين: في الفقه، يقه في أربع مجلدات.
- البحر العميق: في مجلدان كبيران، في مناسك الحج، وفي الربع الأخير منه، بعض حوادث مكة والكعبة والمسجد الحرام.
- تنزيه المسجد الحرام عن بدع جهلة العوام: يقع في مجلد.
- النكت على الصحيح: في الحديث.
- تاريخ مكة المشرفة والمسجد الحرام والمدينة الشريفة والقبر الشريف.

## وفاته
توفي ليلة الجمعة يوم السابع عشر من شهر ذي القعدة سنة 854 هـ بمكة، ودفن في مقبرة المعلاة.